# Janusz Niedźwiedź
Janusz Niedźwiedź (ur. 23 stycznia 1982 w Szczecinku) – polski piłkarz i trener piłkarski.

## Osiągnięcia trenerskie

### Górnik Polkowice:
- Mistrzostwo 2 ligi, awans do 1 ligi: 2021

### Widzew Łódź:
- Awans do ekstraklasy: 2022